# St. Nikolaus (Stoppenberg)

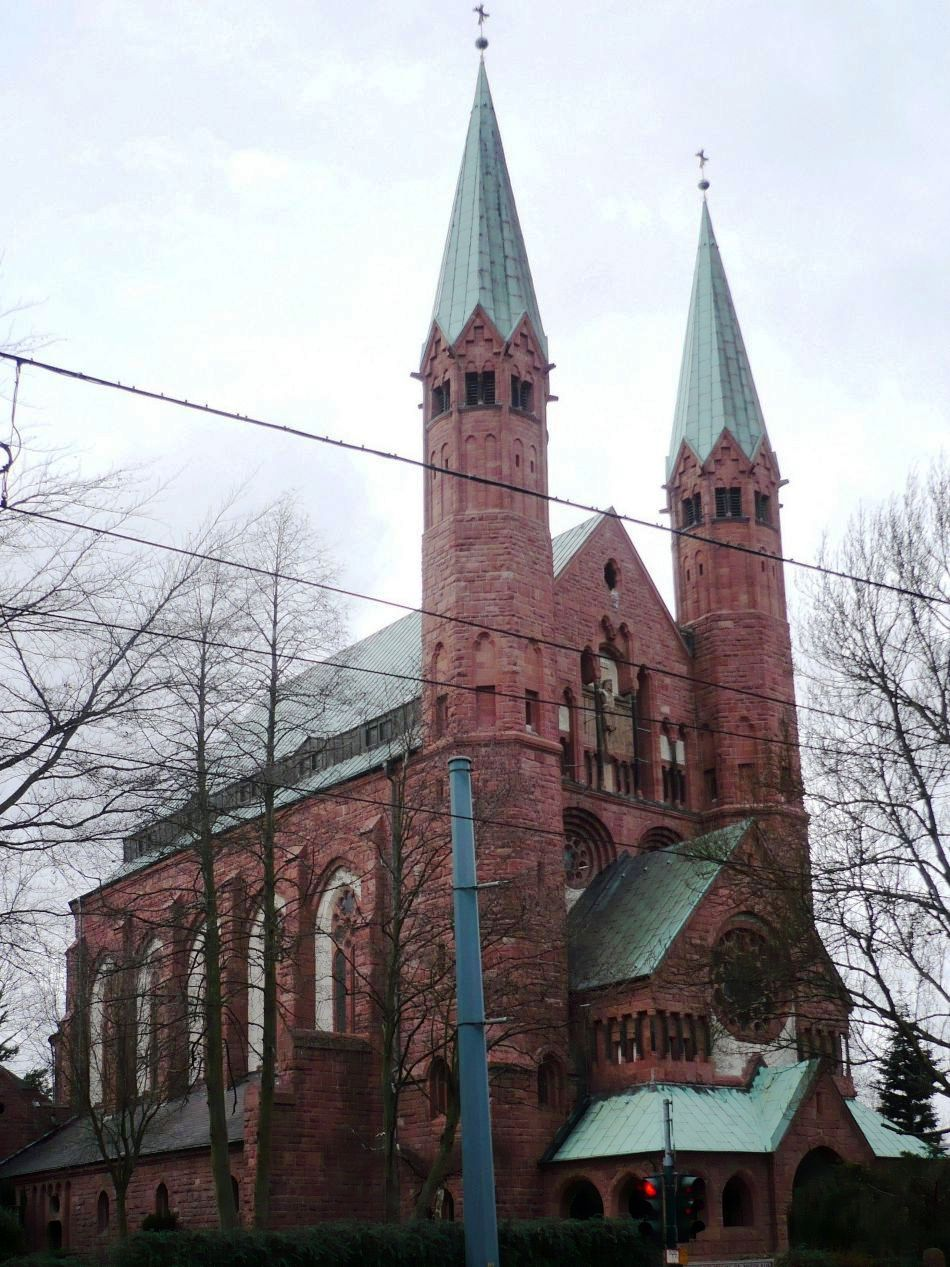
Kirche St. Nikolaus

Die ursprünglich römisch-katholische, seit 2020 chaldäisch-katholische Kirche St. Nikolaus ist ein denkmalgeschütztes Kirchengebäude in Stoppenberg, einem Stadtteil von Essen (Nordrhein-Westfalen).

## Geschichte und Architektur
Der dreischiffige Bau aus rotem Sandstein wurde von 1906 bis 1907 nach Plänen des Kölner Architekten Carl Moritz am Fuß des alten Kirchhügels errichtet. Dem Hauptschiff sind die umgangartig angeordneten Seitenschiffe und das Chorquadrat mit Halbkreisapsis, als niedrige Anbauten ausgelagert. Der kompakt wirkende Außenbau mit Mansarddach ist durch Strebepfeiler und Maßwerkfenster gegliedert. Die Eingangsfassade mit dem Kruzifix aus Tuffstein im Giebel ist von achtseitigen Spitztürmen gerahmt.
Der Kirchensaal ist mit einer weit kassettierten Holztonne überwölbt. Sie wird zusätzlich von frei vor die Wand gestellten Rundpfeilern abgefangen. Die Leichtdecke wurde 1936 nach Bergschäden eingezogen. Wegen erneuter Bergschäden wurde die Kirche 1974 geschlossen und bis 1977 umfangreich renoviert. In Verbindung mit den Sicherungsmaßnahmen wurde auch der Innenraum neu gefasst. Das Blau der Tonne und das Rosa der Rundpfeiler wurden nach Befund erneuert.
Infolge von Bergsenkungen – entstanden durch intensiven Steinkohlenbergbau der nahe gelegenen Zeche Zollverein, deren Stollen auch direkt unter der Kirche verlaufen – hat sich das Kirchengebäude seit seiner Errichtung um etwa zwölf Meter gesenkt. Hinzu kommt eine horizontale Verschiebung um etwa 2,5 Meter sowie eine Ausdehnung des Grundstücks um etwa 0,6 Meter in die Breite, was die Erhaltung des Gebäudes entsprechend erschwert.

## Ausstattung
- Die Ausstattung im Beuroner Stil und im Jugendstil ist fast vollständig erhalten. Der Hochaltar wurde nach einem Entwurf von Carl Moritz angefertigt, zwei Nebenaltäre, die Apsisgemälde, die Beichtstühle, die Kanzel und die plastischen Kreuzwegstationen im Blendtriforium.
- Das Tafelgemälde mit der Darstellung der Kreuzigung Christi in einem alten Giebelrahmen wurde in der zweiten Hälfte des 16. Jahrhunderts gemalt, Stifter war ein Jesuit.

## Schwanhildenbrunnen
Am Treppenaufgang vor der Kirche steht der Schwanhildenbrunnen, der 1915 ebenfalls nach einem Entwurf von Carl Moritz errichtet wurde. Die Äbtissin Schwanhild steht mit dem Kirchenmodell zwischen dem Kölner Erzbischof Anno II. und seinem Kaplan Heinrich von Essen.

## Übernahme durch die Chaldäisch-katholische Gemeinde

Wappen der Chaldäisch-katholischen Kirche

Die damalige Pfarrkirche St. Nikolaus wurde am Sonntag, dem 14. Juni 2020, durch die Chaldäisch-katholische Kirche übernommen. Hierbei handelt es sich um eine mit Rom unierte Ostkirche ostsyrischen Ritus. Bei dieser Gemeinde orientalischer Christen handelt es sich um ethnische Assyrer aus Mesopotamien. Die meisten Mitglieder dieser Kirchgemeinde stammen aus dem Irak und mussten ihre angestammte Heimat aufgrund von Verfolgung, Instabilität und Diskriminierung verlassen. Die Kirche St. Nikolaus ist nun das geistige Zentrum für ca. 500 assyrische Familien im Ruhrgebiet, die der chaldäisch-katholischen Kirche angehören. Die Assyrer sprechen bis heute Syrisch-Aramäisch und feiern die Liturgie in Aramäisch.